# Shihtienfenia permica
Shihtienfenia permica (лат.) — вид парарептилий-анапсид из семейства Pareiasauridae, живших в конце пермского периода (чансинский век) на территории современной провинции Шаньси (Китай). Типовой и единственный вид в роде Shihtienfenia.

## Описание
Остатки Shihtienfenia permica были впервые найдены на севере Китая Шихтиенфенгом (в честь которого и названо животное) в 1936 году в формации Sunjiagou. Это были лишь фрагменты скелета, поэтому долгое время родственные связи этой рептилии были неясны, только в конце XX века её отнесли к парейазаврам. Тем не менее череп до сих пор не обнаружен, поэтому неясно как вид связан с остальными представителями семейства.
Вероятно, как и другие парейазавры, Shihtienfenia permica обитали в болотах и питались исключительно растениями, хотя в пермском периоде территория Китая была покрыта пустынями и там могло и не быть больших озёр и рек.

## Близкие родственники
Китайские парейазавриды изучены не очень хорошо. Сомнительным считается открытый в 1989 году на севере Китая Sanchuansaurus pygmaeus. Возможно все эти животные имеют какое-то отношение к Embrithosaurus — парейазавру, который был распространён очень широко: его окаменелости найдены в ЮАР, России и Монголии. Можно предположить что появившиеся на Африканском континенте первые парейазавры вскоре распространились по всей восточной Пангее.

## Синонимы
В 2016 году Бентон синонимизировал с Shihtienfenia permica ещё 2 вида из той же формации, описанные позже, таким образом в синонимику рода и вида входят названия:
Род Shihtienfenia:
- Huanghesaurus Gao, 1983
- Shansisaurus Cheng, 1980

Вид Shihtienfenia permica:
- Huanghesaurus liulinensis Gao, 1983
- Shansisaurus xuecunensis Cheng, 1980